# UIC-Halsted (métro de Chicago)
UIC-Halsted (anciennement Halsted) est une station de la ligne bleue du métro de Chicago située dans la médiane de l’autoroute Eisenhower au sud-ouest du Loop, dans le secteur de Near West Side.

## Description

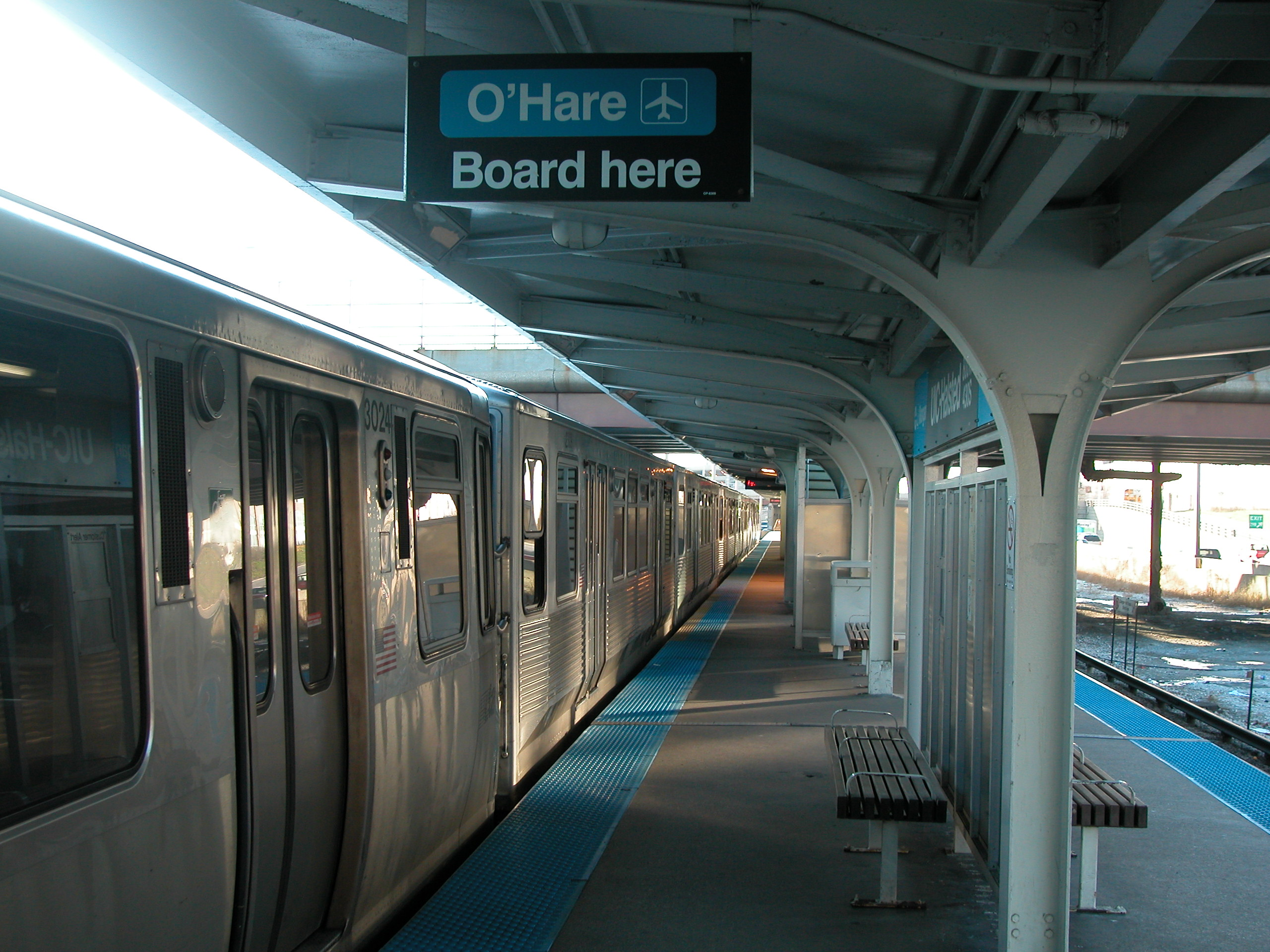
Une rame en station.

L'origine de Halsted remonte à l’ancienne ligne de métro de Garfield Park ouverte en 1895 et remplacée par la Congress Branch. Elle se trouvait à un block au nord de la station actuelle.
Sa conception est identique aux autres stations de l’autoroute Eisenhower ouvertes en 1958, elle est composée d’un quai central et de deux entrées et sorties à chaque extrémité sur une rampe en pente douce.
L’espace entre les deux voies de circulation de l’autoroute étant important, les pistes du métro furent placées sur la partie sud de la médiane de l’autoroute Eisenhower afin de laisser la place nécessaire aux projets de tunnels sous Clinton Street et Jackson Boulevard entretemps abandonnés.
En 1965, lorsque l'Université de l'Illinois a ouvert à Chicago, le nom de la station a été changé en UIC-Halsted et une entrée supplémentaire à Peoria Street fut ajoutée pour accéder directement au campus par un nouveau pont fermé à la circulation automobile..
Le 20 septembre 1981, la Chicago Transit Authority, décida, afin de réduire ses coûts d’exploitation de supprimer l’entrée via Morgan Street avant de se raviser et de la rouvrir en 1990.
L'entrée de Morgan Street fut à nouveau fermée temporairement le  17 avril 2000 dans le cadre d’un vaste projet de reconstruction de la station et la mise aux normes afin de la rendre accessible aux personnes à mobilité réduite. L’entrée sur Halsted Street, plus grande, ne fut pas fermée mais rénovée progressivement afin de ne pas couper la station du quartier.
Le 20 octobre 2001, UIC-Halsted fut réinaugurée, elle est ouverte 24h/24, 7J/7 et 1.406.969 passagers y ont transité en 2008.

## Les correspondances avec lebus
Avec les bus de la Chicago Transit Authority :
- #7 Harrison
- #8 Halsted
- #60 Blue Island/26th (Owl Service)
- #168 UIC-Pilsen Express

## Dessertes
| Nord/Ouest              |  |             |  | Sud/Est             |
| ----------------------- |  | ----------- |  | ------------------- |
| Racine vers Forest Park |  | ligne bleue |  | Clinton vers O'Hare |
| modifier sur Wikidata   |  |             |  |                     |